# Sarusjen
Sarusjen (armeniska: Սարուշեն, även azerbajdzjanska: Dağyürd, tidigare officiellt ryska: Сарушен: Sarusjen) är en ort i de facto armeniska Nagorno-Karabach, de jure i  i distriktet Xocalı Rayonu i Azerbajdzjan. Sarusjen ligger 1 095 meter över havet och antalet invånare är 388.
Terrängen runt Sarusjen är kuperad, och sluttar österut. Runt Sarusjen är det ganska glesbefolkat, med 35 invånare per kvadratkilometer.. Närmaste större samhälle är Müşkapat, 8,2 km nordost om Sarusjen. 
Omgivningarna runt Sarusjen är en mosaik av jordbruksmark och naturlig växtlighet.